# Githu Muigai
Githu Muigai (ur. 31 stycznia 1960) – kenijski prawnik, profesor nauk prawnych, prokurator generalny Republiki Kenii, z którego to stanowiska zrezygnował 13 lutego 2018 roku. Członek Komisji do Spraw Reformy Konstytucyjnej, w latach 2008-2010 sędzia Afrykańskiego Trybunału Praw Człowieka i Ludów, jak również Specjalny Sprawozdawca ONZ ds. rasizmu, dyskryminacji rasowej, ksenofobii i związanej z nimi nietolerancji, zajmujący się m.in. dyskryminacją Romów, wzywając do przestrzegania praw należnych tej mniejszości oraz objęcia jej dodatkową ochroną, m.in. w zakresie wyrównywania szans edukacyjnych dzieci romskich i zwalczania zjawiska zwielokrotnionej dyskryminacji, której ofiarami pozostają romskie kobiety.